# Tritheledontidae
I triteledontidi (Tritheledontidae), noti anche come ictidosauri, sono un gruppo di tetrapodi appartenenti ai terapsidi, considerati vicini all'origine dei mammiferi. Vissero tra il Triassico superiore e il Giurassico medio (225 - 165 milioni di anni fa). I loro resti si rinvengono in Sudamerica e in Sudafrica, e indicano che questi animali vissero nel supercontinente Gondwana. 

## Caratteristiche
Questi animali, di piccole o medie dimensioni, erano terapsidi specializzati appartenenti al gruppo dei cinodonti, anche se conservavano alcuni tratti da rettile. I tritelodonti erano principalmente carnivori o insettivori, anche se alcune forme potrebbero aver sviluppato una dieta onnivora. I loro scheletri mostrano una stretta parentela con i mammiferi. È quindi probabile che i triteledonti o i loro stretti parenti abbiano dato origine ai mammiferi primitivi. 
I triteledonti furono tra i terapsidi che ebbero maggior successo evolutivo, dal momento che apparvero nel Triassico e sopravvissero fino a Giurassico inoltrato. Si estinsero probabilmente a causa della competizione con i mammiferi primitivi, come i triconodonti. 
Tra le forme più note, da ricordare Diarthrognathus, Pachygenelus, Tritheledon e Riograndia. 